# Karen Miller

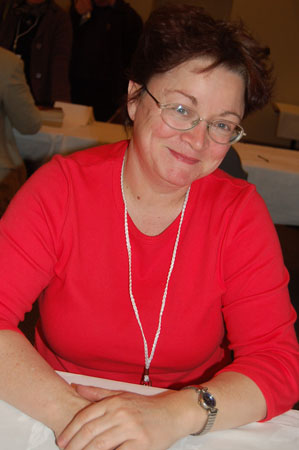
Karen Miller

Karen Miller is een Australische schrijfster van fantasy en sciencefiction.

## Biografie
Miller werd geboren in Vancouver, Canada en verhuisde naar Australië toen ze pas twee jaar oud was. Na haar studies aan de Universiteit van Technologie in Sydney verhuisde ze voor drie jaar naar Engeland, waarna ze terugkeerde naar Oceanië.
Ze debuteerde in 2005 met het eerste deel in haar epische serie Koningsmaker, Koningsbreker, De Onschuldige Magiër. Het boek werd vooral goed onthaald in Australië en werd in 2005 beloond met een Aurealis Award. Miller schreef ook twee romans voor Fandemoniums serie Stargate SG-1.
Naast romans heeft Miller ook verschillende toneelstukken geschreven voor de lokale theatergroep. Miller schrijft ook onder het pseudoniem K.E. Mills.

## Prijzen en nominaties
Aurealis Awards (Fantasy)
- 2005 - Finalist: The Innocent Mage[2]
- 2007 - Geëerd: Empress of Mijak
- 2008 - Finalist: The Riven Kingdom[3]
- 2009 - Finalist: Witches Incorporated[4]

James Tiptree, Jr. Award
- 2007 - Geëerd: Empress of Mijak[5]
- 2007 - Geëerd: The Riven Kingdom[5]